# SN 2002ds
SN 2002ds – supernowa typu II odkryta 25 czerwca 2002 roku w galaktyce E581-G25. W momencie odkrycia miała maksymalną jasność 15,90m.